# نوئل ۱۵۶۳

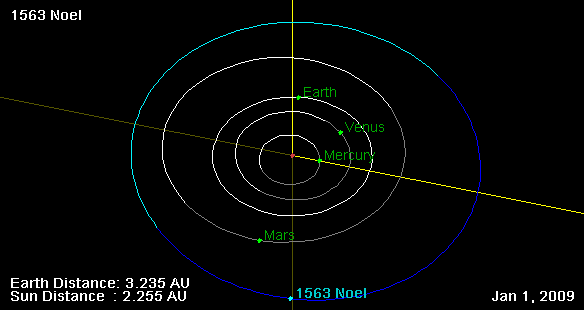
نمایی از محل قرارگیری سیارک نوئل ۱۵۶۳ در مدار – ۲۰۰۹

سیارک ۱۵۶۳ (به انگلیسی: 1563 Noel، نامگذاری:1943EG) هزار و پانصد و شصت و سومین سیارک کشف شده‌است که در ۷ مارس ۱۹۴۳ کشف شد.
قدر مطلق سیارک برابر ۱۳٫۳۰ است.